# Endokrinologie

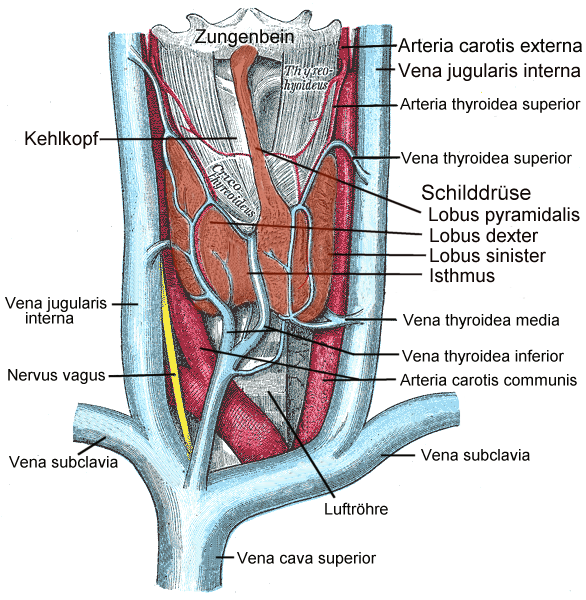
Štítná žláza

Endokrinologie je odvětví medicíny zabývající se diagnózou a léčbou hormonálních poruch. Hormony jsou fyziologicky vzniklé sloučeniny, produkované určitými typy buněk. Pokud jsou tyto buňky seskupeny do větších útvarů, celků, označujeme je za endokrinní žlázy, česky žlázy s vnitřní sekrecí. Endokrinní žláza je žláza s vnitřní sekrecí, která nemá vývod a své výměšky (hormony) vylučuje přímo do krve. Mezi tyto žlázy patří například nadledviny, pohlavní žlázy, podvěsek mozkový (hypofýza), štítná žláza, příštítná tělíska a Langerhansovy ostrůvky slinivky břišní a řada dalších. Jde o složitou soustavu navzájem funkčně propojených orgánů, která výraznou měrou ovlivňuje většinu dějů v lidském organismu. V současném pojetí se do endokrinního systému zahrnují i další orgány, např. mozek a ukazuje se, že je výrazně svázán i s dalšími systémy – zejména nervovým a imunitním. Významnou hormonální žlázou je také tuková tkáň (vylučuje hormony adiponektin, leptin, resistin).
Endokrinní žlázy tvoří hormony, kterých v důsledku poruchy mohou tvořit buď málo nebo naopak nadbytek. Podle toho pak vznikají příznaky ze zvýšené či snížené funkce, označované jako hyperfunkce či hypofunkce.